# Jack Leathersich
Jack Leathersich, all'anagrafe John Victor Leathersich (Beverly, 14 luglio 1990), è un giocatore di baseball statunitense di ruolo lanciatore di rilievo, free agent dal 12 luglio 2018.

## Minor League (MiLB)
Leathersich fu scelto al 5º giro del Draft amatoriale del 2011 come 162ª scelta dai New York Mets. Nello stesso anno iniziò nella New York-Penn League A breve stagione con i Brooklyn Cyclones finendo con 0,71 di ERA e una salvezza in 9 partite. Nel 2012 passò nella South Atlantic League singolo A con i Savannah Sand Gnats finendo con nessuna vittoria e una sconfitta, 0,75 di ERA e una salvezza in 12 partite. Successivamente passò nella Florida State League singolo A avanzato con i St. Lucie Mets finendo con 2 vittorie e 5 sconfitte, 4,13 di ERA e una salvezza in 26 partite.
Nel 2013 passò nella Eastern League doppio A con i Binghamton Mets chiudendo con 2 vittorie e nessuna sconfitta, 1,53 di ERA e 3 salvezze in 24 partite (29,1 inning). Successivamente giocò nella Pacific Coast League triplo A con i Las Vegas 51s terminando con 2 vittorie e nessuna sconfitta, 7,76 di ERA in 28 partite (29 inning).

## Major League (MLB)
Leathersich debuttò nella MLB il 29 aprile 2015 al Marlins Park di Miami, contro i Miami Marlins. Il 30 luglio 2015 fu annunciato che Jack Leathersich si sarebbe sottoposto al termine della stagione alla Tommy John surgery.
Trascorse l'intera stagione 2016 in Minor League.
Il 19 settembre 2016 Leathersich venne riscattato dalla lista dei waivers dai Chicago Cubs.
Il 4 settembre 2017 Leathersich fu prelevato dalla lista dei waivers dai Pittsburgh Pirates. Fu reinserito tra i waivers il 26 marzo 2018, il giorno seguente fu riscattato dai Cleveland Indians. Leathersich fu designato per la riassegnazione il 26 aprile 2018. Dopo aver giocato in Tripla-A con i Columbus Clippers, il 12 luglio 2018 è stato svincolato dalla franchigia.